# Timizguida Ouftas
Timizguida Ouftas (en àrab تمزكدة-أوفتاس, Timizgida-Ūftās; en amazic ⵜⵉⵎⵣⴳⵉⴷⴰ ⵓⴼⵜⴰⵙ) és una comuna rural de la província d'Essaouira, a la regió de Marràqueix-Safi, al Marroc. Segons el cens de 2014 tenia una població total de 5.189 persones.